# Świergotka złotoskrzydła
Świergotka złotoskrzydła (Psephotellus chrysopterygius) – gatunek średniej wielkości ptaka z podrodziny dam (Loriinae) w obrębie rodziny papug wschodnich (Psittaculidae). Występuje jedynie na półwyspie Jork w północno-wschodniej Australii. Jest zagrożony wyginięciem.

## Systematyka
Gatunek ten po raz pierwszy zgodnie z zasadami nazewnictwa binominalnego opisał John Gould, nadając mu nazwę Psephotus chrysopterygius. Opis ukazał się w 1858 roku na łamach 
„Proceedings of the Zoological Society of London”. Jako miejsce typowe autor wskazał miejsce w Australii o przybliżonych współrzędnych 18°00′S 141°30′E/-18,000000 141,500000. Obecnie gatunek zwykle umieszczany jest w rodzaju Psephotellus. Nie wyróżnia się podgatunków.

## Morfologia

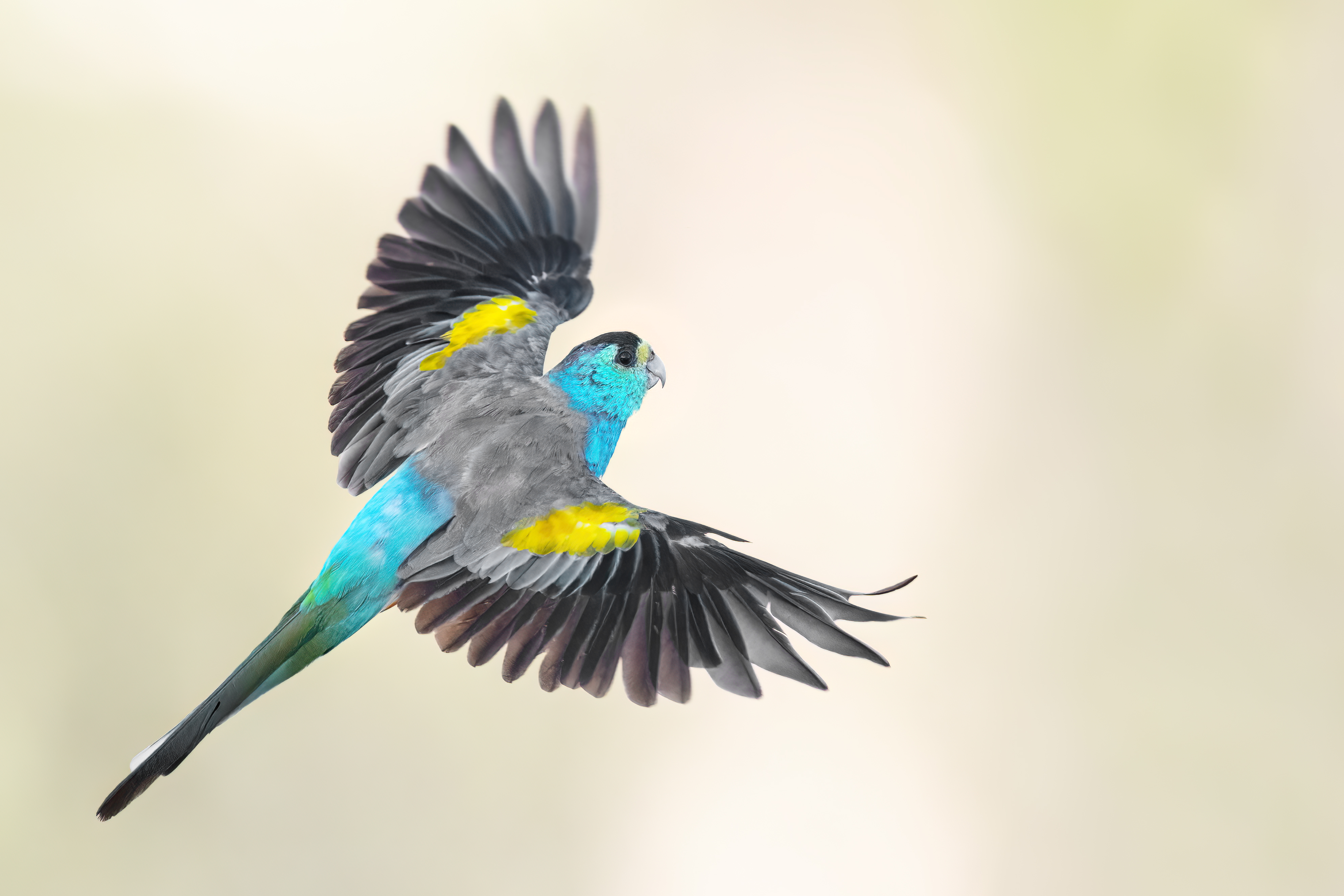
Samiec w locie

Czoło bladożółte, wierzch głowy od oka czarny, zwężający się ku tyłowi do cienkiego paska w dół karku do grzbietu; reszta głowy i części podogonowych turkusowo-niebieska; szeroka czerwona plama od brzucha do pokryw podogonowych; grzbiet płaszcza i pokrywy skrzydeł lekko brązowe, ale ze środkowymi pokrywami złotożółtymi; ogon ciemnozielonkawy z niebieskim obrzeżem; kuper turkusowo-niebieski. Samica bladozielona z bladobrązowym wierzchem głowy i bladoniebieskim kolorem na przedniej części głowy i dolnej części brzucha; blada pręga podskrzydłowa.
Dorosłe osobniki osiągają 26 cm długości ciała i masę 54–56 g.

## Zasięg występowania
Świergotka złotoskrzydła występuje w środkowej i południowej części półwyspu Jork w północno-wschodniej Australii (północna część stanu Queensland).

## Pożywienie
Dieta świergotki składa się głównie z nasion traw (w szczególności schizachyrium), uzupełniana roślinami strączkowymi.

## Rozmnażanie
Okres lęgowy: kwiecień–czerwiec, czasami również lipiec–sierpień.

Gniazdo: budowane w kopcach termitów.

Jaja: 3–6.

Wysiadywanie: około 20 dni.

## Status zagrożenia i ochrona
Ze względu na zagrożenia powodujące szybko zmniejszającą się populację, szacowaną w 2022 roku na 780–1100 dorosłych osobników, gatunek został wpisany na listę IUCN ze statusem ochronnym zagrożony (EN, Enadangered). Gatunek ten jest ujęty w I załączniku konwencji waszyngtońskiej (CITES).